# Uranchimegiin Mönkh-Erdene
Uranchimegiin Mönkh-Erdene (n. 20 martie 1982, Arvaikheer⁠(d), Öwörchangai-Aimag, Mongolia) este un boxer mongol, medaliat olimpic. A participat la 3 ediții ale Jocurilor Olimpice (2004, 2008, 2012) în care a câștigat o medalie de bronz.